# Puccinellia ladyginii
Puccinellia ladyginii là một loài thực vật có hoa trong họ Hòa thảo. Loài này được N.R.Ivanov ex Tzvelev miêu tả khoa học đầu tiên năm 1955.